# Estado de Hyderabad (1724-1948)
Hyderabad (en inglés) o Haiderabad (en español) fue un Estado principesco indio que existió entre 1724 hasta 1948, y luego formó parte de India como estado hasta 1956. Su capital, la ciudad de Haiderabad, fue durante dicho periodo la cuarta ciudad más grande de la India. Fue dividido posteriormente entre los estados de Andhra Pradesh, Karnataka y Maharastra.

## Historia

Hyderabad (verde oscuro) y la provincia de Berar (verde claro), que no era parte de Hyderabad pero estaba bajo control de los nizams entre 1853 y 1903

### Historia temprana
El Estado de Hyderabad fue fundado por Mir Qamar-ud-din Khan, quien fue gobernador de Deccan bajo los mogoles de 1713 a 1721. En 1724, reanudó el gobierno bajo el título de asaf jah (otorgado por el emperador mogol Muhammad Shah). Su otro título, nizam al-mulk ('orden del reino'), se convirtió en el título de su posición "Nizam de Hyderabad". Al final de su gobierno, el nizam se había independizado de los mogoles y había fundado la dinastía Asaf Jahi.
Tras el declive del poder mogol, la región del Decán vio el surgimiento del Imperio maratha. El propio nizam vivió muchas invasiones de los marathas en la década de 1720, lo que resultó en el pago de un impuesto regular (chauth) a los marathas. Las principales batallas libradas entre los marathas y los nizams incluyen las de Palkhed, Rakshasbhuvan y Kharda. Después de la conquista del Decán por Bajirao I y su imposición del chauth, el nizam siguió siendo un tributario de los marathas a todos los efectos.
A partir de 1778, un residente británico y soldados se instalaron en sus dominios. En 1795, el nizam perdió algunos de sus propios territorios ante los marathas. Las ganancias territoriales del nizam de Mysore como aliado de los británicos fueron cedidas a estos para cubrir el costo de mantener a sus soldados.

### Soberanía británica
Hyderabad era una región de 212,000 km 2 (82,000 millas cuadradas) en el Decán, gobernada por el jefe de la dinastía Asaf Jahi, que tenía el título de nizam y a quien los británicos le otorgaron el estilo de «su alteza exaltada». El último nizam, Osman Ali Khan, fue uno de los hombres más ricos del mundo en la década de 1930.
En 1798, el nizam ʿĀlī Khan (o Asaf Jah II) se vio obligado a firmar un acuerdo que puso a Hyderabad bajo protección británica. Fue el primer príncipe indio en firmar un acuerdo de este tipo. (En consecuencia, el gobernante de Hyderabad calificó un saludo de 23 armas durante el período de la India británica.) La Corona retuvo el derecho de intervenir en caso de mal gobierno.
El Hyderabad bajo Asaf Jah II fue un aliado británico en la segunda y tercera guerras anglo-marathas (1803–05, 1817–19), guerras anglo-mysores, y permanecería leal a los británicos durante la rebelión india (1857–58).
Su hijo, Asaf Jah III Mir Akbar Ali Khan (conocido como Sikandar Jah) gobernó desde 1768 hasta 1829. Durante su gobierno, se construyó un acantonamiento británico en Hyderabad y el área fue nombrada en su honor, Secunderabad. La residencia británica en Koti también fue construida durante su reinado por el entonces residente británico James Achilles Kirkpatrick.
Sikander Jah fue sucedido por Asaf Jah IV, que gobernó desde 1829 hasta 1857, y fue sucedido por su hijo Asaf Jah V.

#### Asaf Jah V
El reinado de Asaf Jah V (1857-1869) estuvo marcado por las reformas realizadas por su primer ministro Salar Jung I. Antes de este tiempo, no existía una forma de administración regular o sistemática, y los deberes estaban en manos del diván ('primer ministro'), y la corrupción estaba muy extendida.
En 1867, el Estado se dividió en cinco divisiones y diecisiete distritos, y se nombraron subdadores ('gobernadores') para las cinco divisiones y talukdars y tehsildars para los distritos. Se reorganizaron los departamentos judicial, de obras públicas, médico, educativo, municipal y de policía. En 1868, se designaron sadr-i-mahams ('asistentes de ministros') para los departamentos judicial, fiscal, de policía y misceláneo.

#### Asaf Jah VI
Asaf Jah VI Mir Mahbub Ali Khan se convirtió en el nizam a la edad de tres años. Sus regentes fueron Salar Jung I y Shams al-Umra III. Asumió el gobierno completo a la edad de 17 años y gobernó hasta su muerte en 1911.
El ferrocarril estatal garantizado del nizam se estableció durante su reinado para conectar el Estado de Hyderabad con el resto de la India británica. Tenía su sede en la estación de tren de Secunderabad. El ferrocarril marcó el comienzo de la industria en Hyderabad, y se construyeron fábricas en la ciudad de Hyderabad.
Durante su gobierno, la gran inundación de Musi de 1908, que mató a unas 50,000 personas, golpeó la ciudad de Hyderabad. El nizam abrió todos sus palacios para el asilo público. También abolió el sati, donde las mujeres solían saltar a la pira ardiente de su marido, emitiendo un firmán real.

#### Asaf Jah VII
El último nizam de Haiderabad Mir Osman Ali Khan gobernó el Estado desde 1911 hasta 1948. Se le dio el título de «fiel aliado del Imperio británico». Hyderabad fue considerado atrasado, pero pacífico, durante este tiempo. El gobierno del nizam vio el crecimiento de Hyderabad económica y culturalmente. La Universidad de Osmania y varias escuelas y colegios se fundaron en todo el Estado. Muchos escritores, poetas, intelectuales y otras personas eminentes (incluidos Fani Badayuni, Dagh Dehlvi, Josh Malihabadi, Ali Haider Tabatabai, Shibli Nomani, Nawab Mohsin al-Mulk, Mirza Ismail) emigraron de todas partes de la India a Hyderabad durante el reinado de Asaf Jah VII y de su padre y predecesor Asaf Jah VI.
El nizam también estableció el Banco Estatal de Haiderabad. Hyderabad era el único Estado en la India británica que tenía su propia moneda, la rupia haiderabadí. El Aeropuerto de Begumpet se fundó en la década de 1930 con la formación de Hyderabad Aero Club por el nizam. Inicialmente se utilizó como aeropuerto nacional e internacional para Deccam Airways del nizam, la primera aerolínea de la India británica. El edificio terminal fue creado en 1937.
Para evitar otra gran inundación, el nizam también construyó dos lagos, a saber, el Osman Sagar y el Himayath Sagar. El Hospital General de Osmania, el Salón del Jubileo, el Mercado Moazzam Jahi, la Biblioteca Estatal (entonces conocida como Asifia Kutubkhana) y los Jardines Públicos (entonces conocidos como Bagh e Aam) también fueron construidos durante este período.

### Después de la independencia india (1947–48)
En 1947, India obtuvo su independencia y Pakistán entró en existencia. Los británicos dejaron a los gobernantes locales de los Estados principescos la opción de unirse a uno u otro, o permanecer independientes. El 11 de junio de 1947, el nizam emitió una declaración en el sentido de que había decidido no participar en la Asamblea Constituyente de Pakistán o India.
Sin embargo, los nizams eran musulmanes que gobernaban sobre una población predominantemente hindú. El gobierno indio insistió en que la gran mayoría de los residentes querían unirse a India.
El nizam estaba en una posición débil ya que su ejército contaba con solo 24,000 hombres, de los cuales solo unos 6,000 estaban completamente entrenados y equipados.
El 21 de agosto de 1948, el secretario general del Departamento de Asuntos Externos de Hyderabad solicitó al presidente del Consejo de Seguridad de las Naciones Unidas, en virtud del Artículo 35 (2) de la Carta de las Naciones Unidas, que considerara la "disputa grave que, a menos que se resuelva de conformidad con el derecho y la justicia internacionales, es probable que ponga en peligro el mantenimiento de la paz y la seguridad internacionales".
El 4 de septiembre, el primer ministro de Hyderabad, Mir Laiq Ali, le anunció a la Asamblea de Hyderabad que una delegación estaba a punto de partir hacia Lake Success, encabezada por Moin Nawaz Jung. El nizam también hizo un llamamiento sin éxito al gobierno laborista británico y al Rey para que lo ayudaran a cumplir con sus obligaciones y promesas a Hyderabad de «intervención inmediata». Hyderabad solo contó con el apoyo de Winston Churchill y los conservadores británicos.
A las 4 de la mañana del 13 de septiembre de 1948, empezó la campaña de Hyderabad en India, llamada «Operación Polo» por el Ejército indio. Las tropas indias invadieron Hyderabad desde todos los puntos de la brújula. El 13 de septiembre de 1948, el secretario general del Departamento de Asuntos Externos de Hyderabad en un cablegrama le informó al Consejo de Seguridad de las Naciones Unidas que Hyderabad estaba siendo invadida por las fuerzas indias y que las hostilidades habían estallado. El Consejo de Seguridad tomó nota de ello el 16 de septiembre en París. El representante de Hyderabad pidió una acción inmediata por parte del Consejo de Seguridad en virtud del capítulo VII de la Carta de las Naciones Unidas. El representante de Hyderabad respondió a la excusa de la India para la intervención señalando que el acuerdo de suspensión entre los dos países había estipulado expresamente que nada en él debería dar a la India el derecho de enviar tropas para ayudar en el mantenimiento del orden interno.
A las 5 de la tarde del 17 de septiembre, el ejército del nizam se rindió. Luego, India incorporó el Estado de Hyderabad a la Unión de la India y puso fin al gobierno de los nizams.

### Entre 1948 y 1956
Después de la incorporación del Estado de Hyderabad a la India, MK Vellodi fue nombrado ministro principal del estado el 26 de enero de 1950. Fue un funcionario civil superior del Gobierno de la India. Administró el estado con la ayuda de burócratas del estado de Madrás y del estado de Bombay.
En la elección de la Asamblea Legislativa de 1952, el Dr. Burgula Ramakrishna Rao fue elegido ministro principal del estado de Hyderabad. Durante este tiempo hubo algunas agitaciones violentas por parte de algunos telanganitas para enviar de vuelta a los burócratas del estado de Madrás y para implementar estrictamente las «reglas mulki» ('trabajos locales solo para locales'), que formaba parte de la ley estatal de Hyderabad desde 1919.

### Disolución
En 1956, durante la reorganización de los estados indios, basada en líneas lingüísticas, el estado de Hyderabad fue dividido entre el estado de Andhra Pradesh y el de Bombay (luego fue dividido en estados de Maharashtra y Guyarat en 1960, y las porciones originales de Hyderabad se convirtieron en parte del estado de Maharashtra y Karnataka).

## Gobierno y política

### Gobierno
Wilfred Cantwell Smith afirma que Hyderabad era un área donde la estructura política y social del dominio musulmán medieval se había conservado más o menos intacta en los tiempos modernos. A la cabeza del orden social estaba el nizam, que poseía 5 millones de acres (10% de la superficie terrestre) del Estado y ganaba 25 millones al año. El último nizam tuvo fama de ser el hombre más rico del mundo. Fue apoyado por una aristocracia de 1100 señores feudales que poseían un 30% adicional de la tierra del Estado, con unos 4 millones de arrendatarios. El Estado también poseía el 50% o más del capital en todas las empresas principales, lo que le permitió al nizam obtener mayores ganancias y controlar sus asuntos.
Los siguientes en la estructura social eran la clase administrativa y oficial, compuesta por unos 1500 funcionarios. Algunos de ellos fueron reclutados desde fuera del Estado. Los empleados del gobierno de nivel inferior también eran predominantemente musulmanes. Efectivamente, los musulmanes de Hyderabad representaban una "casta superior" de la estructura social. .
Todo el poder recaía en el nizam. Gobernó con la ayuda de un Consejo Ejecutivo o Gabinete, establecido en 1893, cuyos miembros fue libre de nombrar y destituir. El gobierno del nizam reclutó en gran medida de la casta hindú india del norte de Kayastha para puestos administrativos. También hubo una Asamblea, cuyo papel fue principalmente consultivo. Más de la mitad de sus miembros eran nombrados por el nizam y el resto elegidos de una franquicia cuidadosamente limitada. Hubo representantes de hindúes, parsis, cristianos y clases deprimidas en la Asamblea. Sin embargo, su influencia fue limitada debido a su pequeño número.
El gobierno del Estado también tenía una gran cantidad de extraños (llamados no mulkis): 46.800 de ellos en 1933, incluidos todos los miembros del Consejo Ejecutivo del nizam. Hindúes y musulmanes se unieron para protestar contra la práctica que robaba a los locales el empleo del gobierno. Sin embargo, el movimiento se desvaneció después de que los miembros hindúes plantearon el tema del «gobierno responsable», que no era de interés para los miembros musulmanes y condujo a su renuncia.

### Movimientos políticos
Hasta 1920, no había organización política de ningún tipo en Hyderabad. En ese año, luego de la presión británica, el nizam emitió un firmán, nombrando a un oficial especial para investigar las reformas constitucionales. Fue recibido con entusiasmo por una sección de la población, que formó la Asociación de Reformas del Estado de Hyderabad. Sin embargo, el mizam y el oficial especial ignoraron todas sus demandas de consulta. Mientras tanto, el nizam prohibió el movimiento Khilafat en el Estado, así como todas las reuniones políticas y la entrada de «políticos externos». Sin embargo, se produjo alguna actividad política, y se presenció la cooperación entre hindúes y musulmanes. La abolición del sultanato en Turquía y la suspensión de Gandhi del movimiento de no cooperación en la India británica terminó este período de cooperación.
Una organización llamada Andhra Jana Sangham (más tarde renombrada Andhra Mahasabha) se formó en noviembre de 1921 y se centró en educar a las masas de Telangana en la conciencia política. Con miembros destacados como Madapati Hanumantha Rao, Burgula Ramakrishna Rao y M. Narsing Rao, sus actividades incluyeron instar a los comerciantes a resistirse a ofrecer obsequios a los funcionarios del gobierno y alentar a los trabajadores a resistir el sistema de mendigos (mano de obra gratuita solicitada a instancias del Estado). Alarmado por sus actividades, el nizam aprobó una poderosa orden de náuseas en 1929, que requiere que todas las reuniones públicas obtengan un permiso previo. Pero la organización persistió movilizándose en temas sociales como la protección de los ryots, los derechos de las mujeres, la abolición del sistema devadasi y la purdah, la elevación de los dalits, etc. Se volvió a la política en 1937, aprobando una resolución que pedía un gobierno responsable. Poco después, se dividió a lo largo de las líneas moderadas-extremistas. El movimiento de Andhra Mahasabha hacia la política también inspiró movimientos similares en Marathwada y Karnataka en 1937, dando lugar al Maharashtra Parishad Karnataka Parishad respectivamente.
En la década de 1890, se estableció en el Estado el Arya Samaj, un movimiento reformista hindú panindio que participó en un contundente programa de conversión religiosa, primero en los distritos de Bhir y Bidar. Para 1923, abrió una sucursal en la ciudad de Hyderabad. Su programa de conversión masiva en 1924 dio lugar a tensiones, y los primeros enfrentamientos ocurrieron entre hindúes y musulmanes. El Arya Samaj se alió con el hindú Mahasabha, otra organización comunal hindú panindia, que también tenía sucursales en el Estado. Los sentimientos antimusulmanes representados por las dos organizaciones fueron particularmente fuertes en Marathwada.
En 1927, se formó la primera organización política musulmana, Majlis-e-Ittehadul Muslimeen (Consejo para la Unidad de los Musulmanes, Ittehad para abreviar). Su actividad política fue escasa durante la década inicial, aparte de establecer los objetivos de unir a los musulmanes y expresar lealtad al gobernante. Sin embargo, funcionó como un "perro guardián" de los intereses musulmanes y defendió la posición privilegiada de los musulmanes en el gobierno y la administración.

## Bandera de Hyderabad

Bandera de los nizams de Hyderabad hasta ca. 1900.
Bandera de los nizams de Hyderabad, ca. 1900–1947.
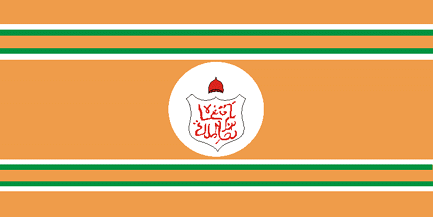
Bandera de Hyderabad, 1947–1948.
Bandera de Hyderabad, 1948–1956.

La bandera de los nizams fue tradicionalmente amarilla (más tarde se oscureció, buscando parecerse al color azafrán) con un disco blanco en el centro.
Esta bandera se mantuvo bajo protección británica pero hacia 1900 se había adoptado una nueva bandera. La bandera del Estado era de dos colores que parecen ser verde y rojo (únicamente consta esta bandera por fotos en blanco y negro por lo que los colores no pueden ser confirmados). El estandarte del nizam era monocolor (probablemente verde) con la media luna y estrella.
El 15 de agosto de 1947 se izó una nueva bandera, conocida por Asafia. La versión aquí dibujada corresponde a la señalada por André Flicher y coincide con la que aparece en un sello de correos, pero existen otras versiones que presentan algunas diferencias. El estandarte del nizam era idéntico pero llevaba inscripciones arábigas en la parte superior e inferior.

## Escudo de Haiderabad

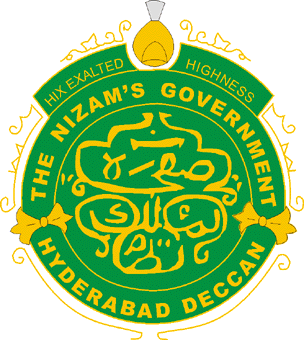
Sello del nizam, 1911–1947.
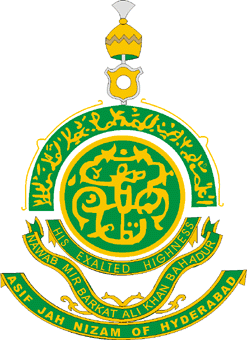
Escudo de Hyderabad, 1947–1948.
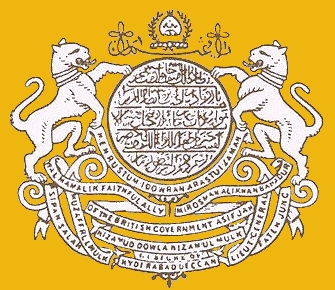
Escudo de Hyderabad, 1948–1956.

Hasta 1947 no existió un escudo que pueda considerarse nacional, sino un sello del nizam, que variaba con cada soberano.
En 1911 se estableció el sello del nuevo nizam Mir Osman Ali Khan. En 1947 el sello con aditivos se convirtió de hecho en escudo del Estado independiente de Haiderabad.